# PARADE (lyrical schoolの曲)
「PARADE」（パレード）は、2013年5月15日にT-Palette Recordsから発売された、lyrical school通算3作目のシングル。

## 解説
2012年12月発売の「リボンをきゅっと」に続く本作は、3月に新加入したhinaを含む編成での初リリース。その後、6月にerikaが卒業したため、このラインアップでは唯一のシングルとなった。
“自由な恋の力”がテーマのタイトル曲は、T-Palette Records参加以降にリリースされた前2作に引き続き、tofubeatsが手掛けている。amiによれば「tofuさんはそれぞれのいい部分に気付いて引き出してくれますね。<そりゃ夏だ>のレコーディングのときに私のラップについていろいろと細かいアドバイスをもらえて、そのとおりにしたらすごく歌いやすかったんですよ。“あっ、見てくれてるんだ”って思いました」という。後にアルバム『date course』収録に際しては、ami、ayaka、mei、yumi、hinaのほか、erikaに代わって7月加入のminanを加えたラインアップで新録音された。
カップリングの「tengal6 take2」は、改名前のtengal6名義で結成当初からライブの定番だった自己紹介ソング「tengal6」を、新メンバーhinaを加えての再録ヴァージョン。erikaは「昔の<tengal6>を聴くと“自分のラップ、ヘタクソやなー”ってめっちゃ思いますね。棒読みだし、なんか“歌わされてます”みたいな感じで。でもそう思えるのは、この2年間にいろんなことをさせてもらって、そのたびに正解を探してきたおかげ。みんなが“これいいね”って褒めてくれたから“ああ、これでいいんだ”ってわかって、それを繰り返していくうちに今の自分たちになった、ってことなんだなと思ってます」という。
さらに初回限定盤に追加収録された「S.T.A.G.E」は、「メンバーyumiがバンドを結成し、自ら作詞・作曲した新曲を発表」という4月1日のエイプリルフール企画でYouTubeにアップされた、“箱庭の室内楽”のハシダカズマ作詞・作曲による楽曲「4月」を、トラックメイカーデュオ“Fragment”がサンプリング&エディットしたもの。yumiは「実際はギター弾けないから、曲を作ってくれた箱庭の室内楽のハシダさんに演技指導してもらってPVを撮ったんです。演奏の動きを教えてもらって、2時間くらい経った頃に“あっ、めっちゃ弾いてるっぽい”みたいになりました。楽器とか全然弾けないんですけど、前からバンドやりたいなって思ってたんで、楽しかったです」という。さらに、フィーチャリングゲストには元レーベルメイトで、コアなヒップホップ・リスナーとしてtengal6時代からlyrial schoolを聴いていたというLinQの深瀬智聖が参加。深瀬の参加をmeiは“勉強になった”とし、「智聖さんは最初、自分の好きなラッパーの歌い方を参考にしようって思ってたみたいなんですよ。でも私たちのレコーディング風景を見て“リリスクちゃんたちが個性を出してるから、私ももっと自分らしさを出そう”って思ってくれたそうです。すごくうれしかったです」という。

## 収録曲
1. PARADE
music/lyrics: tofubeats
2. tengal6 take2
music: 坪光茂樹 lyrics: 呂布/岩渕竜也 arrangement: KakashiRec.
3. S.T.A.G.E feat 深瀬智聖（from LinQ） *初回限定盤ボーナストラック
music: ハシダカズマ（箱庭の室内楽） lyrics: 岩渕竜也 arrangement: Fragment
4. PARADE (inst)
5. tengal6 take2 (inst)
6. S.T.A.G.E (inst) *初回限定盤ボーナストラック

## クレジット
- recording
- Nu Funk Factory

- recording engineer
- Nu Funk Factory MO-RIKI

- mastering
- Tetsuya Yamasaki

- A&R
- Hisayoshi Sasaki (BOOTROCK Inc.)

- manager
- Tatsuya Iwabuchi
- Kazuyo Hirotani (exceed alpha)

- design / art direction
- masataka yoshida (mza)

- photograph
- Ippei Koyama

- back inlay's photo
- kameda Mokei

- NICE flag / star / pattern
- Akira Yasuda (TENUSIS)

- hair make
- Kaori Hatano
- Natsumi Sakamoto

- costumes provided
- The Sun Goes Down

- producer
- Kim Yasuhiro

- and extra HEADS▼
- ISAMU NARITA (absentee)
- Closyro
- shinji
- SEKAI NO HAJIME
- Takanori Shiokawa
- Tatsuya Suzuki
- hiko
- mashimonator
- @minsama
- YUJI MIWA
- Las Vegas
- remu
- rdf_ogura

- A&R Director
- Katsuhito Mochizuki (TOWER RECORDS)

- Assistant Director
- Masafumi Yukita (TOWER RECORDS)
- Shogo Yoshino (TOWER RECORDS)

- Sales Promotion
- Shinmei Tanaka (TOWER RECORDS)

- Public Relations
- Tatsuro Yagawa (TOWER RECORDS)

- A&R Producer
- Makoto Murakami (TOWER RECORDS)

- Executive Producer
- Ikuo Minewaki (TOWER RECORDS)